# 9238 Yavapai
9238 Yavapai è un asteroide della fascia principale. Scoperto nel 1997, presenta un'orbita caratterizzata da un semiasse maggiore pari a 2,9284273 UA e da un'eccentricità di 0,0957629, inclinata di 1,76829° rispetto all'eclittica.